# Linden (Nova Jersey)
Linden és una població dels Estats Units a l'estat de Nova Jersey. Segons el cens del 2009 tenia 39.432 habitants.

## Demografia
Segons el cens del 2000, Linden tenia 39.394 habitants, 15.052 habitatges, i 10.084 famílies. La densitat de població era de 1.407 habitants/km².
Dels 15.052 habitatges en un 29% hi vivien nens de menys de 18 anys, en un 46,7% hi vivien parelles casades, en un 15,3% dones solteres, i en un 33% no eren unitats familiars. En el 27,9% dels habitatges hi vivien persones soles el 13,6% de les quals corresponia a persones de 65 anys o més que vivien soles. El nombre mitjà de persones vivint en cada habitatge era de 2,6 i el nombre mitjà de persones que vivien en cada família era de 3,21.
Per edats la població es repartia de la següent manera: un 22,5% tenia menys de 18 anys, un 8,2% entre 18 i 24, un 30,4% entre 25 i 44, un 22,7% de 45 a 60 i un 16,3% 65 anys o més.
L'edat mediana era de 38 anys. Per cada 100 dones de 18 o més anys hi havia 85,2 homes.
La renda mediana per habitatge era de 46.345 $ i la renda mediana per família de 54.903 $. Els homes tenien una renda mediana de 39.457 $ mentre que les dones 30.395 $. La renda per capita de la població era de 21.314 $. Aproximadament el 5% de les famílies i el 6,4% de la població estaven per davall del llindar de pobresa.

## Poblacions més properes
El següent diagrama mostra les poblacions més properes.